# Eparchie Nossa Senhora do Líbano em São Paulo
Die Eparchie Nossa Senhora do Líbano em São Paulo (lat.: Eparchia Dominae Nostrae Libanensis S. Pauli Maronitarum) ist eine in Brasilien gelegene Eparchie der maronitischen Kirche mit Sitz in São Paulo.

## Geschichte
Die Eparchie wurde am 29. November 1971 durch Papst Paul VI. errichtet und dem Erzbistum São Paulo als Suffragandiözese unterstellt.

## Bischöfe der Eparchie Nossa Senhora do Líbano em São Paulo
- João Chedid OMM, 1971–1990
- Joseph Mahfouz OLM, 1990–2006
- Edgar Madi, seit 2006